# Chiesa della Natività di Maria (Brentonico)
La chiesa della Natività di Maria si trova nella piazza del paese di Cazzano, comune di Brentonico.

## Storia

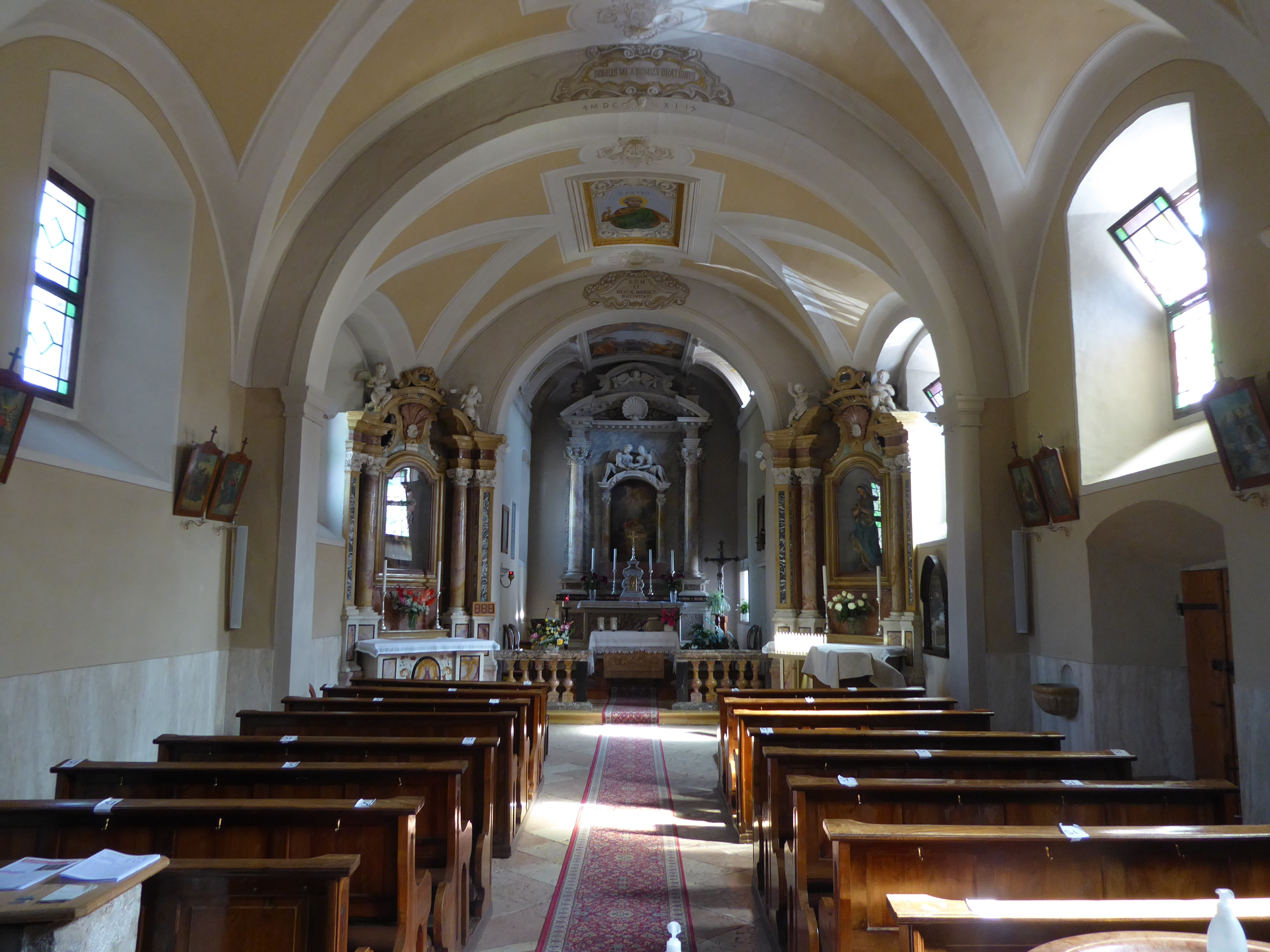
Interno

La chiesa venne edificata nel 1612 (la data è rammentata nell'iscrizione dell'arco centrale) attorno ad un'edicola preesistente la cui nicchia riportava il dipinto della Madonna delle Grazie. L'immagine era tenuta in grande considerazione dalla gente del luogo e da quella dei villaggi vicini. Nonostante gli interventi e i successivi restauri, compresi quelli necessari dopo i danneggiamenti subiti durante la prima guerra mondiale, l'edificio ha mantenuto la lineare semplicità architettonica settecentesca.

## Interni
L'interno è ad aula con volte a botte e tre campate. Il pavimento è a quadri di calcare rosso e bianco. I santi Giovanni, Paolo e Pietro sono dipinti sulla volta in elaborate cornici. L'altare maggiore, realizzato dalla scuola dei Benedetti di Castione è di marmi policromi nella cui nicchia è custodita una pala della Natività del pittore Miolata. Gli altari laterali sono di marmo proveniente dal vicino paese di Castione e sono dedicati a San Giuseppe e alla Madonna. Sulla parete sinistra è esposta in una nicchia la statua di Maria Bambina in culla dorata e veste candida.

## Campanile
Il campanile è a conci angolari con un ordine di bifore tardive, la cuspide è tronca con quattro spioventi sui quali si innalza la croce di ferro con angelo che suona la tromba.